# Carex houghtoniana
Carex houghtoniana är en halvgräsart som beskrevs av John Torrey och Chester Dewey. Carex houghtoniana ingår i släktet starrar, och familjen halvgräs. Inga underarter finns listade i Catalogue of Life.